# Mercato delle emissioni

Bandiera dell'Unione europea

Il sistema di scambio di quote di emissione dell’Unione Europea (EU Emissions Trading System, anche noto con l’acronimo EU ETS) è il principale strumento utilizzato dall’Unione Europea per controllare le emissioni di inquinanti e gas a effetto serra prodotte dagli impianti e dal settore dell’aviazione a livello internazionale, attraverso la quotazione monetaria delle emissioni stesse e il commercio delle quote di emissione tra Stati diversi, al fine di rispettare i vincoli ambientali imposti dal protocollo di Kyoto.
Il protocollo di Kyoto prevede che gli Stati aderenti, per il periodo di osservazione 2008-2012, si impegnino a ridurre globalmente le emissioni del 5% rispetto ai livelli del 1990.
Per rispondere agli impegni assunti col protocollo, l’Unione Europea emana la Direttiva 2003/87/CE del 13 ottobre 2003, che crea le basi per un sistema di scambio di quote di emissioni di gas a effetto serra. Con la Direttiva, l’Unione Europea si impegna a ridurre le emissioni di gas a effetto serra dell’8% per il periodo 2008-2012.
Il sistema comunitario rappresenta il primo e il più esteso regime di emissions trading a carattere multinazionale, e copre più di 11.000 centrali energetiche e impianti industriali in 30 Paesi, e i voli tra gli aeroporti degli Stati partecipanti. Circa il 45% delle emissioni di gas a effetto serra nell’Unione Europea è regolato dall’EU ETS.
Attualmente, gli Stati partecipanti sono: i 27 Paesi appartenenti all’Unione Europea, Norvegia, Islanda e Liechtenstein.
L’obiettivo prefissato per il 2030 è ridurre le emissioni dei settori disciplinati dal sistema del 43% rispetto ai livelli del 2005. Uno studio del 2020 ha rilevato che l'EU ETS ha ridotto con successo le emissioni di CO2 nonostante i prezzi del carbonio fossero fissati inizialmente a livelli bassi. Uno studio del 2023 sugli effetti dell'EU ETS ha identificato una riduzione delle emissioni di carbonio dell'ordine del -10% tra il 2005 e il 2012, senza impatti sui profitti o sull'occupazione delle imprese regolamentate. Il prezzo delle quote UE ha superato i 100€/tCO2 (118$) a febbraio 2023. Uno studio del 2024 ha ulteriormente dimostrato che l'EU ETS ha contribuito incidentalmente a ridurre i livelli atmosferici di inquinanti nell'UE, tra cui il biossido di zolfo, il particolato fine e gli ossidi di azoto. Questa riduzione si è tradotta in benefici locali per la salute, oltre all'obiettivo primario del sistema di mitigare il cambiamento climatico.

## L'esperienza degli Stati Uniti
Le prime politiche ambientali attuate con strumenti flessibili sono riferibili agli Stati Uniti d’America, i quali nel 1990, con una modifica legislativa al Clean Air Act, introdussero un sistema di negoziazione dei diritti di inquinamento correlati alle emissioni solforose (SO2) .
Annualmente l’Agenzia per la protezione dell’ambiente (EPA) attribuiva a ciascuna impresa un quantitativo massimo di permessi di inquinamento che potevano essere utilizzati direttamente dall’impresa oppure ceduti sul mercato, favorendo in questo modo la flessibilità delle imprese nella scelta delle modalità di riduzione delle emissioni.

## Gas e settori interessati dal sistema
L’EU ETS riguarda i seguenti gas:
- anidride carbonica (CO2) derivante da produzione di energia elettrica e di calore, settori industriali ad alta intensità energetica (comprese raffinerie di petrolio, acciaierie e produzione di ferro, metalli, alluminio, cemento, calce, vetro, ceramica, pasta di legno, carta, cartone, acidi e prodotti chimici organici su larga scala), aviazione civile;
- ossido di azoto (N2O) derivante dalla produzione di acido nitrico, adipico, gliossilico e gliossale;
- perfluorocarburi (PFC) derivanti dalla produzione di alluminio.

Le imprese che operano in questi settori sono obbligate a partecipare all’ETS, ma con alcune eccezioni: in alcuni settori sono inclusi soltanto gli impianti al di sopra di una certa dimensione, e alcuni impianti di ridotte dimensioni possono essere esclusi qualora gli Stati mettano in atto misure tali da ridurre le emissioni di un quantitativo equivalente.
Fino al 31 dicembre 2023, l’EU ETS si applica unicamente ai voli tra aeroporti situati nello Spazio economico europeo (SEE).

## Principali caratteristiche del mercato
Il mercato europeo si basa sul metodo “cap-and-trade”, che consiste nella determinazione di un tetto massimo di emissioni nocive consentite in capo a determinati settori produttivi e consente ai soggetti onerati di commerciare le quote (allowances) assegnate . Tale metodo è considerato più flessibile rispetto al metodo tradizionale “command-and-control”.
Ogni quota comporta il diritto ad emettere una tonnellata di CO2 (o l’equivalente di N2O o PFC). Il tetto massimo determina il numero di quote disponibili nell’intero sistema. Tale tetto viene ridotto ogni anno a partire dal 2013, riducendo in tal modo il numero di quote disponibili dell’1,74% ogni anno, in modo da raggiungere gli obiettivi di riduzione delle emissioni gradualmente. Le imprese possono ottenere quote attraverso l’allocazione gratuita, la vendita all’asta o l’acquisto da parte di altri soggetti nel mercato .
Grazie al fatto che le quote sono messe in circolazione in numero determinato, il prezzo del carbonio (cioè il prezzo di mercato delle quote) è determinato dall’equilibrio tra la quantità di quote di emissioni e la domanda del mercato. Attraverso la riduzione progressiva delle quote di emissione si ottiene l’aumento del prezzo del carbonio.
Ogni anno gli operatori devono restituire le quote per ogni tonnellata di CO2 (o l’equivalente degli altri gas) che hanno emesso durante l’anno precedente. In caso di violazione della normativa si è soggetti a pesanti sanzioni .
Inizialmente, durante la fase 1 e 2 dell’implementazione del sistema, ai fini dell’assegnazione dei diritti di emissione viene utilizzato il metodo “grandfathering” (o mantenimento dei diritti acquisiti): con tale espressione si intende l’attribuzione a titolo gratuito dei diritti di emissione, da parte dello Stato, ai soggetti onerati sulla base delle emissioni storiche, in alternativa al metodo “auctioning” (cioè la vendita all’asta, la vendita dei titoli al miglior offerente) . Durante la fase 3, invece, l’allocazione delle quote avviene o gratuitamente, o attraverso vendita all’asta. Quest’ultimo diventa il metodo di default di allocazione, nonostante l’allocazione gratuita di quote avvenga ancora, principalmente con riferimento al settore dell’industria.
Le quote di emissioni dedicate al settore elettrico, dal 2013 in poi, sono soggette alla totale allocazione attraverso la vendita all’asta, con l’unica eccezione della modernizzazione del settore in alcuni Stati membri. L’obiettivo per gli altri settori è di arrivare alla vendita all’asta della totalità delle quote nel 2027.
La vendita all’asta è un metodo di allocazione trasparente che permette ai partecipanti al mercato di acquisire quote a prezzo di mercato, attraverso piattaforme informatiche. Una di queste è l’European Energy Exchange AG (EEX) che funge da piattaforma comune per 25 Stati. Tuttavia Germania, Polonia e Regno Unito dispongono di una propria piattaforma. A partire dalla fine del 2012, le vendite all’asta avvengono su base giornaliera.
Secondo la normativa europea, almeno la metà delle risorse ottenute dalle vendite all’asta, e tutte le risorse ottenute dalle vendite all’asta nel settore dell’aviazione, devono essere usate dagli Stati per combattere il cambiamento climatico in Europa o nel resto del mondo. Ciò comporta un obbligo in capo agli Stati di informare la Commissione su come vengono spese tali risorse.
Per tenere traccia dei dati, è predisposto il Registro dell’Unione, un sistema elettronico di contabilità che permette di rendere conto delle quote emesse nel sistema. Esso registra in particolare i soggetti detentori delle quote, dei CER e degli ERU, le transazioni effettuate e le emissioni effettuate da parte di tutti i soggetti. Chiunque in possesso di un account nel registro può comprare o vendere quote, anche qualora non sia un soggetto obbligato a partecipare all’ETS.
Entro il 30 aprile di ogni anno, gli operatori devono restituire un quantitativo di quote pari al volume delle emissioni di gas a effetto serra prodotte durante l’anno precedente.
Inoltre, le risorse ottenute dalla vendita di 300 milioni di quote (il 5% delle quote disponibili sul mercato nel periodo 2013-2020) sono usate per finanziare progetti in larga scala dedicati a due aree specifiche: cattura e stoccaggio del carbonio, e tecnologie innovative di energia rinnovabile. Tale programma è chiamato NER300.

## Fasi temporali
L’implementazione del sistema è articolata in successive fasi di applicazioni, o “periodi di scambio”.
La fase 1 (1º gennaio 2005 – 31 dicembre 2007), la fase pilota, è dedicata alla sperimentazione e al collaudo dei meccanismi del sistema, per assicurarsi la sua utilità ai fini del raggiungimento degli obiettivi previsti dal Protocollo di Kyoto. Oltre a testare la formazione del prezzo del carbonio all’interno del mercato, si definisce l’infrastruttura necessaria per monitorare, comunicare e verificare le emissioni.
Durante la fase 1 e 2, la maggioranza delle quote sono allocate gratuitamente ai partecipanti, sulla base dei Piani di Allocazione Nazionale (National Allocation Plan, NAP) elaborati dai singoli Stati e approvati o modificati dalla Commissione Europea.
La Direttiva 2004/101/CE (cosiddetta Linking Directive) permette ai soggetti onerati di utilizzare i crediti internazionali generati dal meccanismo di sviluppo pulito (Clean Development Mechanism, CDM) e dall’applicazione congiunta (Joint Implentation, JI) previsti dal Protocollo di Kyoto all’interno dell’EU ETS.
La fase 2 (1º gennaio 2008 – 31 dicembre 2012) è incentrata sul conseguimento degli obiettivi di riduzione delle emissioni, sulla base dei dati ottenuti durante la fase 1. La Commissione stabilisce la riduzione del volume delle quote di emissioni concesse del 6,5% rispetto ai livelli del 2005.  Tuttavia, la crisi economica comporta una diminuzione della domanda di quote, da cui consegue un surplus di quote non usate che continuano a gravare sul prezzo del carbonio.
Nel 2008 Islanda, Norvegia e Liechtenstein entrano a far parte dell’ETS.
Nel 2008 l’Unione Europea estende l’ETS, a partire dal 2013, a ulteriori settori e gas e stabilisce un tetto delle emissioni a livello europeo, abolendo i NAP. Ciò è dovuto al fatto che il processo di elaborazione dei NAP è ritenuto troppo complesso, lungo e non sufficientemente trasparente o armonizzato, creando incertezze sulle concrete applicazioni di tali Piani. Al posto dei NAP, vengono utilizzati i NIM (National Implementation Measures), che individuano il numero di quote da allocare per singolo impianto da parte degli Stati, e la cui procedura di elaborazione è armonizzata.
Nel 2012, l’EU ETS include il settore dell’aviazione. L’aviazione riceve la maggioranza delle allocazioni gratuitamente sulla base delle emissioni storiche, mentre il 15% delle quote viene venduta all’asta.
La fase 3 (1º gennaio 2013 – 31 dicembre 2020) è caratterizzata dal rafforzamento e dall’estensione del sistema di scambio, in vista dei traguardi previsti dal Pacchetto per il clima e l’energia 2020 definito nel gennaio 2008 dalla Commissione Europea. Il pacchetto disegna tre obiettivi principali:
- la riduzione del 20% delle emissioni di gas a effetto serra rispetto ai livelli del 1990;
- il miglioramento del 20% dell’efficienza energetica;
- la copertura del 20% della domanda di energia dell’Unione Europea attraverso il ricorso a fonti rinnovabili.

Mentre nella fase 1 e 2 il tetto massimo di emissioni era definito dai NAP stabiliti da ciascuno Stato, a partire dalla fase 3 viene stabilito a livello centrale un unico tetto europeo, ridotto ogni anno dell’1.74%. L’allocazione durante la fase 3, con riguardo al settore elettrico, avviene unicamente attraverso vendita all’asta. Per gli altri settori, invece, è ancora possibile ottenere quote gratuite, ma in misura sempre inferiore col passare degli anni (fino a raggiungere il 30% nel 2020).
Nel 2013 la Croazia entra a far parte del sistema.
Al fine di allocare gratuitamente le quote, viene utilizzato il metodo “benchmarking”: tale metodo si basa sulla valutazione della performance della produzione dei vari prodotti, e gli impianti con emissioni intense ricevono meno quote gratuite rispetto ai soggetti più virtuosi. I benchmark sono parametri di riferimento stabiliti sulla base dei livelli di emissione del 10% degli impianti più efficienti per ogni settore.
Tuttavia, i settori maggiormente esposti al rischio di delocalizzazione della produzione ricevono un trattamento speciale al fine di supportare la loro competitività. Tali impianti, se ottengono i livelli di benchmark, ricevono tutte le quote gratuitamente.
Per delocalizzazione della produzione (carbon leakage) si intende la situazione in cui, per ragioni derivanti dalle politiche in tema di clima, un operatore trasferisce la propria produzione in altri Paesi con minor obblighi in tema di emissioni di gas ad effetto serra, comportando il rischio di aumento di tali emissioni. Tali settori e sotto-settori considerati maggiormente a rischio sono elencati in una lista ufficiale, che include circa 170 settori. La lista è aggiornata ogni 5 anni.
Il 5% delle quote totali nel periodo 2013-2020 è messo da parte per nuovi entranti nel sistema (3% delle quote per quanto riguarda il settore dell’aviazione).
La fase 4 (1º gennaio 2021 – 31 dicembre 2030) prevede come obiettivo la riduzione delle emissioni di gas a effetto serra del 43% rispetto ai livelli del 2005
La revisione avvenuta a inizio 2018, con riferimento alla fase 4 e tenendo conto dell’Accordo di Parigi del 2015 e del Quadro 2030 per il clima e l’energia, prevede che venga rafforzato l’ETS aumentando la riduzione annuale di quote da 1,74% a 2,2% a partire dal 2021; che venga rafforzata la riserva stabilizzatrice del mercato (Market Stability Reserve, MSR), aumentando il numero di quote accantonate nella riserva nel periodo 2019-2023 (si passa dal 12% al 24% delle quote in circolazione); che prosegua l’allocazione gratuita del 100% delle quote per coloro che sono maggiormente esposti al rischio di delocalizzazione delle emissioni di carbonio; per coloro che sono invece meno esposti, l’assegnazione gratuita verrà gradualmente eliminata dopo il 2026 da un massimo del 30% a 0 alla fine della fase 4.
Infine, si prevede l’istituzione di due nuovi fondi diretti a ridurre le emissioni di carbonio e a incentivare un’economia a basse emissioni di CO2. Tali fondi sono:
- il Fondo per l’innovazione: a sostegno delle tecnologie innovative e delle innovazioni pionieristiche nell’industria. L’importo del finanziamento disponibile corrisponde a un valore di mercato minimo di 450 milioni di quote di emissione;
- il Fondo per la modernizzazione: promuoverà gli investimenti nella modernizzazione del settore energetico e dei sistemi energetici più in generale, stimolando l’efficienza energetica.

## Aviazione
Il settore dell’aviazione è incluso nell’ETS a partire dal 2012, con la Direttiva 2008/101/CE, e il sistema si applica agli operatori appartenenti all’Unione Europea e non che operano da e verso aeroporti all’interno dello Spazio Economico Europeo (SEE) fino al 31 dicembre 2023. Tutti questi soggetti devono restituire le quote equivalenti alle proprie emissioni.
Ogni anno a febbraio viene stilata una lista degli operatori soggetti all’ETS e il loro Stato assegnato ai fini amministrativi. Ad ogni operatore è assegnato uno Stato, il quale ha il potere di determinare le allocazioni gratuite e ne supervisiona il comportamento.
Il tetto di quote di allocazione è determinato usando le emissioni storiche del settore durante gli anni 2004-2006. Il tetto è applicabile a tutti i voli da o verso un aeroporto all’interno dello Spazio economico europeo, inclusi i voli internazionali.
Le emissioni sono calcolate in base alla lunghezza del volo, includendo, dunque, anche le emissioni effettuate in alto mare o in territorio straniero.
Durante la fase 3, l’82% delle quote sono allocate gratuitamente agli operatori che abbiano comunicato i dati delle proprie emissioni nel 2010. Il 15% delle quote è invece venduto all’asta, mentre il restante 3% è messo da parte per nuovi entranti e operatori in veloce crescita (coloro che hanno accresciuto la propria attività per più del 18% tra il 2010 e il 2014).

## La riserva stabilizzatrice del mercato: Market Stability Reserve (MSR)
Il Market Stability Reserve (MSR) è un meccanismo che permette alle quote di adattarsi ai cambiamenti della domanda, in modo da mantenere efficacemente l’equilibrio nel mercato. Esso trae origine dalla necessità di risolvere il problema dell’attuale sovrabbondanza di quote accumulate a partire dal 2009, problema in gran parte dovuto alla crisi economica. Tale riserva è operativa a partire dal gennaio 2019.
Come primo passo di contrasto a tale situazione, la vendita all’asta di 900 milioni di quote è stato posposto (back-loaded) dal 2013-2015 al 2019-2020. In seguito si è deciso di trasferire queste 900 milioni di quote alla riserva, piuttosto che alla vendita all’asta.
Tale meccanismo permette modifiche automatiche al numero di quote messe in vendita all’asta secondo condizioni predefinite:
- il 12% delle quote in surplus sono rimosse dalla vendita all’asta e dal mercato e aggiunte alla riserva quando il surplus nel mercato eccede i 833 milioni di quote;
- qualora le quote in surplus presenti nel mercato siano inferiori ai 400 milioni di quote, vengono aggiunte al mercato dalla riserva fino a 100 milioni di quote attraverso le vendite all’asta;
- qualora le quote in surplus nel mercato non scendano sotto i 400 milioni di quote, ma per più di 6 mesi consecutivi il prezzo delle quote sia 3 volte superiore al prezzo medio dei due anni precedenti, vengono aggiunte al mercato dalla riserva fino a 100 milioni di quote attraverso le vendite all’asta.

Il MSR consente in questo modo di mantenere le quote in surplus nel mercato entro certi livelli, aumentando la capacità del sistema di reagire a cambiamenti inaspettati che impattano sulla domanda, come la crisi economica, e di mantenere il sistema economicamente efficiente.

## Uso dei crediti internazionali
L’EU ETS è la principale fonte di domanda per i crediti internazionali acquisiti attraverso il Clean Development Mecahnism (CDM) e il Joint Implementation (JI), i due meccanismi flessibili previsti dal Protocollo di Kyoto. I crediti internazionali sono strumenti finanziari rappresentativi di una tonnellata di CO2 eliminata o ridotta dall’atmosfera a seguito di un progetto di riduzione delle emissioni.
Il meccanismo di sviluppo pulito (Clean Development Mechanism, CDM) permette ai Paesi industrializzati, che si siano impegnati nel ridurre le emissioni di gas ad effetto serra, di investire in progetti che possano ridurre le emissioni in Paesi in via di sviluppo, come alternativa alle più costose riduzioni di emissioni previste nei propri Paesi. Il CDM genera riduzioni certificate di emissioni (Certified Emission Reduction, CER).
L’applicazione congiunta (Joint Implementation, JI) è un programma che permette ai Paesi industrializzati di ottemperare in parte all’obbligo di riduzione di emissioni finanziando progetti che riducano le emissioni in altri Paesi industrializzati. Il JI genera unità di riduzione delle emissioni (Emission Reduction Unit, ERU).
L’Accordo di Parigi ha istituito un nuovo meccanismo di mercato per sostituire CDM e JI dopo il 2020.
I partecipanti all’ETS possono utilizzare fino al 2020 tali crediti internazionali per assolvere parte dei loro obblighi previsti dal sistema ETS, nel rispetto di alcune restrizioni qualitative e quantitative.
Vengono infatti accettati i crediti generati da tutti i tipi di progetti, eccetto quelli nel settore dell’energia nucleare, attività di afforestazione o riforestazione, progetti che comportano la distruzione di gas industriali (HFC-23 e N2O).
I CER e ERU, per poter essere usati nell’ETS, devono rappresentare riduzioni di emissioni ottenute prima del 31 dicembre 2012. Gli ERU generati dopo questa data in Paesi che non hanno ratificato il secondo periodo di impegno sotto il Protocollo di Kyoto (2012-2020) non possono essere utilizzati nel Registro dell’Unione e non possono essere utilizzati all’interno dell’ETS. I CER appartenenti a progetti di CDM registrati dopo il 1º gennaio 2013 sono utilizzabili nell’ETS solo se tali progetti concernono Paesi meno sviluppati secondo le definizioni delle Nazioni Unite.
Durante la fase 3, la legislazione europea prevedeva limiti quantitativi massimi al numero di crediti internazionali utilizzabili da ciascun impianto. Gli operatori già appartenenti all’ETS durante il periodo 2008-2012, possono utilizzare i crediti nel periodo 2008-2020 fino ad un massimo dell’11% delle loro quote durante il 2008-2012. I nuovi entranti a partire dal 2013 possono utilizzare crediti fino al 4.5% delle loro emissioni verificate durante il periodo 2013-2020. Gli operatori dell’aviazione possono utilizzare crediti fino all’1,5% delle emissioni verificate durante il periodo 2013-2020. Inoltre, a partire dalla fase, 3, tali crediti per poter essere utilizzati devono prima essere scambiati per quote di allocazione dell’ETS.
L’obiettivo dell’Unione Europea dopo il 2020 è non utilizzare più tali crediti internazionali, in quanto l’Unione ha un proprio obiettivo interno di riduzione delle emissioni.

## Collegamento ad altri ETS
La Commissione auspica il collegamento dell’ETS ad altri sistemi domestici di scambio di quote, al fine di rendere il mercato più efficiente, il prezzo del carbonio più stabile, e di supportare la cooperazione globale in tema di cambiamenti climatici.
La normativa europea contempla la possibilità di collegare il sistema europeo ad altri sistemi compatibili per lo scambio di quote di emissione. I requisiti sottesi al collegamento sono:
- la compatibilità dei due sistemi dal punto di vista della visione dell’ambiente;
- una tonnellata di CO2 in un sistema equivale a una tonnellata nell’altro;
- il carattere vincolante del sistema;
- l’esistenza di un tetto assoluto per le emissioni;
- entrambi i sistemi devono includere il trasporto aereo.

Attualmente operano, o sono in fase di sviluppo, dei sistemi nazionali o sub-nazionali in Canada, Cina, Giappone, Nuova Zelanda, Corea del Sud, Svizzera e Stati Uniti.
L’Unione Europea e la Svizzera hanno firmato un accordo di collegamento tra i due sistemi, entrato in vigore il 1º gennaio 2020. Ciò comporta il riconoscimento reciproco delle quote di emissione dell’UE e della Svizzera in sede di restituzione delle quote per coprire le emissioni generate a partire dal gennaio 2020. I due sistemi rimangono separati, ma il campo di applicazione è analogo.
All’opposto, i negoziati sul collegamento tra il sistema europeo e quello australiano sono stati interrotti a seguito dell’abrogazione del sistema australiano nel 2014.

### La Cina
La Cina, il primo responsabile di emissioni inquinanti al mondo, dal 2013 si sta preparando per la creazione di un proprio ETS nazionale, attraverso test in quattro municipalità (Beijing, Shanghai, Tianjin e Chongqing), due province (Guangdong e Hubei) e una città (Shenzhen).
Tale sistema è operativo dal 2020 e copre inizialmente soltanto le centrali a carbone e a gas.
Tra il 2014 e il 2017, la Commissione Europea e la Cina hanno svolto un progetto per sostenere la progettazione e l’attuazione dello scambio di quote di emissione in Cina, fornendo assistenza tecnica per lo sviluppo delle capacità e per sostenere i 7 sette sistemi pilota regionali già esistenti.
Nel 2015, l’Unione Europea e la Cina hanno concordato un nuovo progetto per il periodo 2017-2020, intitolato “Piattaforma per il dialogo politico e la cooperazione tra l’UE e la Cina in materia di scambio delle quote di emissione” al fine di sostenere la Cina nella creazione del sistema di scambio.

### La Corea
Il sistema di scambio delle quote di emissione della Corea (KETS) è stato avviato nel 2015 e riguarda circa il 66% delle emissioni complessive di gas a effetto serra del Paese. La Commissione europea sostiene la Corea attraverso un progetto di assistenza tecnica al fine di attuare al meglio il KETS.

## Il Ciclo di attestazione
Ogni operatore industriale e nel settore dell’aviazione partecipante all’EU ETS è obbligato a monitorare e comunicare le proprie emissioni annuali all’Autorità Competente. Tale procedura può essere descritta come un ciclo annuale.
In Italia, ai sensi dell’art. 4 del D. Lgs. 9 giugno 2020, n. 47, l’Autorità Nazionale competente è il Comitato ETS.  Il Comitato ha sede presso il Ministero dell'ambiente e della tutela del territorio e del mare, ed è un organo collegiale composto da quindici membri, dei quali dieci con diritto di voto e cinque con funzioni consultive, nominati con decreto del Ministro dell'ambiente e della tutela del territorio e del mare.
Il ciclo può essere così descritto:
- 1º gennaio: inizio del monitoraggio per l’anno in corso;
- 28 febbraio: ottenimento delle quote gratuite se previste;
- 31 marzo: presentazione del report delle emissioni durante l’anno precedente all’Autorità Competente, e inserimento dei dati nel Registro;
- 30 aprile: restituzione delle quote nel Registro con riferimento all’anno precedente;
- 30 giugno: presentazione del report in merito a non conformità o miglioramenti riguardanti l’anno precedente all’Autorità Competente, se necessario
- dal 1º luglio al 30 settembre: inizio del processo di verifica per l’anno in corso da parte del verificatore indipendente e accreditato;
- dicembre: preparazione del report sulle emissioni annuali per l’anno in corso;
- 31 dicembre: fine del monitoraggio per l’anno in corso, e presentazione di eventuali cambiamenti nell’impianto all’Autorità Competente.

Ogni operatore del sistema deve preparare e presentare un piano di monitoraggio annuale armonizzato a livello europeo all’Autorità Competente, che avrà il potere di approvarlo. Esso è il documento chiave dell’intero sistema.
Tale piano deve includere la descrizione dell’impianto e delle attività, i responsabili per il monitoraggio, la lista delle emissioni dei gas e la loro fonte, il metodo di monitoraggio e le procedure di controllo.